# Scopula mutata
Scopula mutata là một loài bướm đêm trong họ Geometridae.